# Geneviève Fortin
Geneviève Fortin (* 20. April 1972 in Montreal) ist eine ehemalige kanadische Freestyle-Skierin. Sie startete in den Buckelpisten-Disziplinen Moguls und Dual Moguls.

## Werdegang
Fortin startete im Dezember 1991 in Tignes erstmals im Weltcup, wobei sie den neunten Platz im Moguls errang. In der Saison 1992/93 kam sie im Weltcup dreimal unter die ersten Zehn und erreichte mit dem fünften Platz im Moguls in Lake Placid ihr bestes Ergebnis im Weltcup sowie abschließend mit dem 12. Platz im Moguls-Weltcup ihr bestes Gesamtergebnis. Beim Saisonhöhepunkt, den Weltmeisterschaften 1993 in Altenmarkt-Zauchensee, belegte sie den 28. Platz im Moguls-Wettbewerb. In der folgenden Saison wiederholte sie in La Clusaz mit dem fünften Platz ihr bestes Weltcupergebnis und kam zum Saisonende auf den 17. Platz im Moguls-Weltcup. Zudem sprang sie in Lillehammer bei ihrer einzigen Teilnahme an Olympischen Winterspielen den 19. Platz im Moguls. Letztmals im Weltcup startete sie im März 1996 in Meiringen-Hasliberg, wobei sie den 17. Platz im Moguls errang.

## Erfolge

### Olympische Spiele
- 1994 Lillehammer: 19. Platz Moguls

### Weltmeisterschaften
- 1993 Altenmarkt: 28. Platz Moguls

### Weltcup-Gesamtplatzierungen
Fortin nahm an 35 Weltcups teil und erreichte acht Top-Zehn-Platzierungen.
| Saison  | Gesamt | Gesamt | Moguls | Moguls | Dual Moguls | Dual Moguls |
| Saison  | Punkte | Platz  | Punkte | Platz  | Punkte      | Platz       |
| ------- | ------ | ------ | ------ | ------ | ----------- | ----------- |
| 1991/92 | 1      | 60.    | 6      | 25.    | –           | –           |
| 1992/93 | 60     | 37.    | 544    | 12.    | –           | –           |
| 1993/94 | 42     | 53.    | 340    | 17.    | –           | –           |
| 1994/95 | 1      | 102.   | 8      | 45.    | –           | –           |
| 1995/96 | 32     | 58.    | 256    | 24.    | 44          | 21.         |